# Microloxia indecretata
Microloxia indecretata är en fjärilsart som beskrevs av Walker 1863. Microloxia indecretata ingår i släktet Microloxia och familjen mätare. Inga underarter finns listade i Catalogue of Life.